# ミカエル・ヨーン・ベル
ミカエル・ヨーン・ベル（Michael Jørn Berg、1955年5月29日 - ）は、デンマークの元ハンドボール選手で、1980年夏季オリンピックに出場した。
彼はHørsholmで生まれた。
1980年、デンマークチームとしてオリンピック大会に出場し9位。彼は全6試合に出場し、16ゴールを決めた。